# Kville landsfiskalsdistrikt
Kville landsfiskalsdistrikt var 1918-1951 ett landsfiskalsdistrikt i Göteborgs och Bohus län, bildat när Sveriges indelning i landsfiskalsdistrikt trädde i kraft den 1 januari 1918, enligt beslut den 7 september 1917. När Sveriges nya indelning i landsfiskalsdistrikt trädde i kraft den 1 januari 1952 (enligt kungörelsen 1 juni 1951) upphörde distriktet och dess område uppgick i Tanums landsfiskalsdistrikt.
Landsfiskalsdistriktet låg under länsstyrelsen i Göteborgs och Bohus län.

## Ingående områden
När Sveriges nya indelning i landsfiskalsdistrikt trädde i kraft den 1 oktober 1941 (enligt kungörelsen den 28 juni 1941) införlivades Mo landskommun från det upplösta Bullarens landsfiskalsdistrikt.

### Från 1918
Kville härad:
- Bottna landskommun
- Kville landskommun
- Svenneby landskommun

### Från 1 oktober 1941
Bullarens härad:
- Mo landskommun

Kville härad:
- Bottna landskommun
- Kville landskommun
- Svenneby landskommun